# 山根善伸
山根 善伸（やまね よしのぶ、1968年12月18日 - ）は、山梨県甲府市出身の元プロ野球選手（捕手）。

## 来歴・人物
甲府市立新紺屋小学校、甲府市立北東中学校出身。小学校に入学したころから野球を始めた。
東海大甲府高校では、3年生だった1986年の春季関東大会で、9試合に出場して打率5割、14打点、3試合連続（2打席連続を含む）の4本塁打を記録、チームの三冠王になる。同年の夏の甲子園大会に出場、守備ではエースの窪田龍二とバッテリーを組み、打撃面でも高校生離れした打球飛距離を誇る強打者として活躍。左打者で四番打者を担った大塚雅男とともに、六番打者（県大会の準決勝・決勝では五番打者）を担う右の長距離打者として打線の中心を担った。同大会では2回戦で愛知代表の享栄高校に2対1で逆転負けしたが、この試合では県大会・甲子園を通じて初めて四番打者を担い、享栄高校のエース・近藤真一から4打数2安打を記録、6回表には右前への適時打でチーム唯一の打点となる先制点を挙げた。同大会時点では身長175 cm、体重75 kg。高校の1年後輩に久慈照嘉がいる。
高校卒業後、社会人野球の新日本製鐵名古屋でプレーした。新日鉄名古屋では1990年に打率.388、21本塁打を放ち、東海・北陸地区の年間優秀選手に選出された。1991年11月22日に開催されたプロ野球ドラフト会議で横浜大洋ホエールズから7位指名を受け、同年12月5日に契約金3500万円、年俸540万円（金額は推定）の契約条件で入団に合意した。プロ入り当時は身長174 cm、体重78 kgだった。背番号は37。プロ入り時は古田敦也のような捕手を目標に掲げていた。
球団名が「横浜ベイスターズ」に改称されたプロ2年目の1993年に一軍初出場を果たすも、一軍の捕手には谷繁元信と秋元宏作がおり、出場機会に恵まれなかった。1998年10月15日に球団から戦力外通告を受け、現役を引退した。
引退後は帰郷して携帯電話販売店を経営していたが、1999年から2000年にかけて高校時代の先輩から社会人野球への誘いを受け、東海甲府クラブに入団。2000年4月28日付で日本野球連盟から競技者登録され、同年5月21日には第71回都市対抗野球大会予選（県第1次）に出場した。

## 詳細情報

### 年度別打撃成績
| 年 度     | 球 団     | 試 合 | 打 席 | 打 数 | 得 点 | 安 打 | 二 塁 打 | 三 塁 打 | 本 塁 打 | 塁 打 | 打 点 | 盗 塁 | 盗 塁 死 | 犠 打 | 犠 飛 | 四 球 | 敬 遠 | 死 球 | 三 振 | 併 殺 打 | 打 率 | 出 塁 率 | 長 打 率 | O P S |
| --------- | --------- | ----- | ----- | ----- | ----- | ----- | -------- | -------- | -------- | ----- | ----- | ----- | -------- | ----- | ----- | ----- | ----- | ----- | ----- | -------- | ----- | -------- | -------- | ----- |
| 1993      | 横浜      | 16    | 13    | 13    | 1     | 4     | 1        | 0        | 1        | 8     | 1     | 0     | 0        | 0     | 0     | 0     | 0     | 0     | 3     | 0        | .308  | .308     | .615     | .923  |
| 1994      | 横浜      | 6     | 1     | 1     | 0     | 0     | 0        | 0        | 0        | 0     | 0     | 0     | 0        | 0     | 0     | 0     | 0     | 0     | 1     | 0        | .000  | .000     | .000     | .000  |
| 1996      | 横浜      | 9     | 6     | 6     | 0     | 2     | 1        | 0        | 0        | 3     | 0     | 0     | 0        | 0     | 0     | 0     | 0     | 0     | 2     | 0        | .333  | .333     | .500     | .833  |
| 1997      | 横浜      | 2     | 2     | 2     | 0     | 1     | 1        | 0        | 0        | 2     | 0     | 0     | 0        | 0     | 0     | 0     | 0     | 0     | 1     | 0        | .500  | .500     | 1.000    | 1.500 |
| 通算：4年 | 通算：4年 | 33    | 22    | 22    | 1     | 7     | 3        | 0        | 1        | 13    | 1     | 0     | 0        | 0     | 0     | 0     | 0     | 0     | 7     | 0        | .318  | .318     | .591     | .909  |

### 年度別守備成績
| 年 度 | 捕手 | 捕手 | 捕手 | 捕手 | 捕手 | 捕手 | 捕手   | 捕手   | 捕手   | 捕手   | 捕手   |
| 年 度 | 試合 | 刺殺 | 補殺 | 失策 | 併殺 | 捕逸 | 守備率 | 企図数 | 許盗塁 | 盗塁刺 | 阻止率 |
| ----- | ---- | ---- | ---- | ---- | ---- | ---- | ------ | ------ | ------ | ------ | ------ |
| 1993  | 15   | 32   | 2    | 1    | 0    | 0    | .971   | 5      | 4      | 1      | .200   |
| 1994  | 6    | 7    | 0    | 0    | 0    | 0    | 1.000  | 0      | 0      | 0      | ----   |
| 1996  | 2    | 2    | 0    | 0    | 0    | 0    | 1.000  | 1      | 1      | 0      | .000   |
| 通算  | 23   | 41   | 2    | 1    | 0    | 0    | .977   | 6      | 5      | 1      | .167   |

### 記録
- 初出場・初先発出場：1993年4月11日、対読売ジャイアンツ2回戦（東京ドーム）、8番・捕手で先発出場
- 初安打：1993年4月24日、対ヤクルトスワローズ2回戦（福岡ドーム）、8回表に小坂勝仁から単打
- 初本塁打・初打点：1993年10月22日、対広島東洋カープ26回戦（横浜スタジアム）、6回裏に秋村謙宏からソロ

### 背番号
- 37 （1992年 - 1998年）